# Сульфадоксин
Сульфадокси́н — синтетичний антибактеріальний препарат з групи сульфаніламідних препаратів для перорального та парентерального застосування.

## Фармакологічні властивості
Сульфадоксин — синтетичний препарат з групи сульфаніламідних препаратів тривалої дії. Препарат має бактеріостатичну дію, що полягає у порушенні синтезу мікрооргазмами фолієвої кислоти та блокуванні засвоєння мікроорганізмами параамінобензойної кислоти. До препарату чутливі наступні збудники: малярійний плазмодій, якій спричинює тропічну мадярію, токсоплазма, пневмоцисти. Клінічне значення активності препарату до інших збудників незначне.

### Фармакодинаміка
Сульфадоксин повільно всмоктується в шлунково-кишковому тракті, максимальна концентрація в крові досягається протягом 4 годин. Біодоступність препарату становить 95—100 %. Препарат створює високі концентрації в більшості тканин і рідин організму. Сульфадоксин проходить через гематоенцефалічний бар'єр. Препарат проходить через плацентарний бар'єр та виділяється в грудне молоко. Метаболізується сульфадоксин в печінці з утворенням неактивних метаболітів. Період напіввиведення препарату складає в середньому 184 години (120—200 годин). Виводиться препарат з організму переважно нирками, при порушенні функції нирок спостерігається кумуляція препарату в організмі.

## Показання до застосування
Сульфадоксин застосовують для лікування хлорохінорезистентної малярії (у поєднанні з піріметаміном), лікування токсоплазмозу та лікування пневмоцистної пневмонії (у поєднанні з піріметаміном).

## Побічна дія
При застосуванні сульфадоксину можливі наступні побічні ефекти:
- Алергічні реації — часто висипання на шкірі, свербіж шкіри, випадіння волосся; рідко синдром Стівенса-Джонсона, синдром Лаєлла, гарячка, мультиформна еритема.
- З боку травної системи — часто нудота, відчуття переповнення шлунку; рідко блювання, стоматит, біль у животі, атрофічний глосит, холестатичний гепатит.
- З боку нервової системи — нечасто загальна слабість, головний біль, поліневрити.
- З боку дихальної системи — рідко інфільтрати в легенях.
- З боку сечовидільної системи — часто кристалурія; рідко гематурія, інтерстиціальний нефрит, некроз канальців нирок.
- Зміни в лабораторних аналізах — рідко агранулоцитоз, тромбоцитопенія, лейкопенія, гемолітична анемія, мегалобластна анемія, гіпоглікемія.

## Протипокази
Сульфадоксин протипоказаний при підвищеній чутливості до сульфаніламідних препаратів та інших похідних сульфонів, захворюваннях крові, захворюваннях печінки, вагітності та годуванні грудьми, дітям до 2-х місяців.

## Форми випуску
Сульфадоксин разом із піріметаміном входить до складу комбінованого препарату «Фансидар» (піріметамін/сульфадоксин), що випускається у вигляді таблеток по 0,025 г піріметаміну та 0,5 г сульфадоксину та у вигляді ампул по 2,5 мл, що містять 0,025 г піріметаміну та 0,5 г сульфадоксину.

## Застосування у ветеринарії
Сульфадксин застосовується у ветеринарії у комбінації з триметопримом для лікування інфекцій, викликаних чутливими до складових препарату збудників, у корів, кіз, овець та свиней. Для ветеринарного використання випускається комбінований препарат у флаконах по 100 мл для внутрішньом'язового застосування, що містить у 1 мл 200 мг сульфадоксину та 40 мг триметоприму.